# Leire Landa

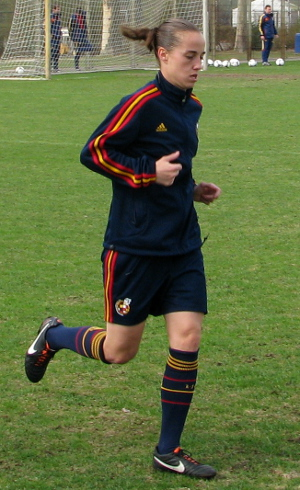
Leire Landa (2012)
während einer Laufeinheit

Leire Landa Iroz (* 19. Dezember 1986 in Irún) ist eine ehemalige spanische Fußballspielerin. Die Außenverteidigerin nahm mit der A-Nationalmannschaft an der Europameisterschaft 2013 teil.

## Sportlicher Werdegang
Landa begann bereits in der Jugend bei Oiartzun KE, für dessen Frauenmannschaft sie 2002 im Seniorinnenbereich debütierte. Anschließend wechselte sie zu Real Sociedad San Sebastián, für den Verein sie nach einem Jahr in der Jugendmannschaft in der Wettkampfmannschaft zum Einsatz kam. 2009 wechselte sie zum Ligakonkurrenten Atlético Madrid, 2012 kehrte sie ins Baskenland zurück und schloss sich Athletic Bilbao an. Bereits 2011 hatte sie unter Nationaltrainer Ignacio Quereda ihr Nationalmannschaftsdebüt gegeben, bei der EM-Endrunde 2013 gehörte sie dem Kader an. Beim Ausscheiden ihrer Mannschaft im Viertelfinale bei der 1:3-Niederlage gegen die Nationalmannschaft Norwegens hatte sie ihren einzigen Turniereinsatz; sie wurde in der 70. Minute für Elixabet Ibarra eingewechselt.